# بيزون

مناطق احتلال ألمانيا، مع خروج المناطق من سيطرة الحلفاء المشتركة (الأراضي الشرقية السابقة لألمانيا وفقًا لاتفاقية بوتسدام البريطانية والسوفيتية والأمريكية المشتركة لعام 1945 والسار الألماني الغربي سابقًا، عقب قرار فرنسي وأمريكي صدر عام 1946) وولاية بريمن الهانزية الحرة (تُعتبر جيبًا أمريكيًا داخل المنطقة البريطانية (اعتبارًا من أوائل عام 1947).

بيزون أو Bizonia  هو وصف لمجموعة مناطق الاحتلال الأمريكي والبريطاني في 1 يناير 1947 أثناء احتلال ألمانيا بعد الحرب العالمية الثانية. مع إضافة منطقة الاحتلال الفرنسي في 1 أغسطس 1948  ، أصبح الكيان منطقة التريزون  (أحيانًا ما يطلق عليها اسم Trizonesia ). في وقت لاحق، في 23 مايو 1949، أصبحت Trizone جمهورية ألمانيا الاتحادية، والمعروفة باسم ألمانيا الغربية.

## التاريخ
الاتحاد السوفياتي، الذي شجع ونفذ جزئياً عمليات طرد الألمان بعد الحرب من المناطق الخاضعة لحكمه، توقف عن تسليم المنتجات الزراعية من منطقته في ألمانيا إلى المناطق الغربية الصناعية، وبالتالي فشل في الوفاء بالتزاماته بموجب اتفاقيات بوتسدام لتوفير الإمدادات للمطرودين، الذي صودرت ممتلكاته. في بوتسدام، تم الاتفاق على  أن 15٪ من جميع المعدات التي تم تفكيكها في المناطق الغربية - وخاصة من الصناعات المعدنية والكيميائية وصناعة الآلات - سيتم نقلها إلى السوفييت مقابل الغذاء والفحم والبوتاس ( المواد الأساسية للأسمدة)، والأخشاب ومنتجات الطين والمنتجات البترولية، إلخ. بدأت عمليات التسليم الغربية في عام 1946.
لم تصل الواردات السوفيتية - التي كانو في أمس الحاجة إليها لتزويد المطرودين الشرقيين بالطعام والحرارة والضروريات الأساسية، وزيادة الإنتاج الزراعي في المناطق الزراعية المتبقية. وبالتالي، أوقف المسؤول العسكري الأمريكي، لوسيوس دي كلاي، نقل الإمدادات وتفكيك المصانع من منطقة الرور إلى القطاع السوفيتي في 3 مايو 1946  بينما تم ترحيل المطرودين من المناطق الخاضعة للحكم السوفيتي إلى الغرب حتى نهاية عام 1948. نتيجة لوقف عمليات التسليم من المناطق الغربية، بدأ الاتحاد السوفيتي حملة علاقات عامة ضد السياسة الأمريكية وبدأ في عرقلة العمل الإداري لجميع المناطق الأربع.
تم إدارة الإدارة الاقتصادية للمنطقتين من قبل المجلس الإداري للاقتصاد، ومقره في ميندين. في وقت لاحق، توسع التعاون الإداري، مما مهد الطريق لدولة ألمانية غربية، على الرغم من أن العديد من السياسيين الألمان الغربيين ما زالوا يعارضون ذلك بشدة. مع بيزون، تم وضع الأساس للتطورات الدستورية والاقتصادية الجديدة، والتي تعززها إصلاح العملة في يونيو 1948. من ناحية أخرى، كانت ألمانيا الآن في طريقها إلى التقسيم النهائي إلى شرق وغرب. أكدت الولايات المتحدة والمملكة المتحدة الطبيعة الإدارية والاقتصادية لمنطقة بيزون، لكنها لا تزال تعتبر أساسًا لتأسيس جمهورية ألمانيا الاتحادية، التي تولت حقوق وواجبات إدارة منطقة بيزون (البند) 133 من القانون الأساسي لجمهورية ألمانيا الاتحادية).
في 29 مايو 1947، وقعت الحكومتان العسكرية الأمريكية والبريطانية اتفاقية لإنشاء مجلس اقتصادي لمنطقة بيزون، ومقره في فرانكفورت أم ماين.
يجادل ليكوفيتش بأن إنشاء بيزون كان أهم عامل في إنشاء كتلتين في أوروبا وبالتالي في تكوين النظام الدولي للحرب الباردة.

## الجغرافيا والسكان
تضمنت منطقة بيزون Länder شلسفيغ هولشتاين وهامبورغ وساكسونيا السفلى وبريمن وشمال الراين - وستفاليا وهيس وبافاريا وفورتمبيرغ-بادن - الجزء الشمالي من بادن فورتمبيرغ في وقت لاحق - ولكن ليس ولايات المنطقة الفرنسية، حتى فورتمبيرغ-هوهنزولرن وبادن الجنوبية وراينلند بالاتينات، أو تلك الموجودة في المنطقة السوفيتية مكلنبورغ وبراندنبورغ وسكسونيا-أنهالت وتورينجيا وساكسونيا. لم يكن أي جزء من برلين جزءًا من منطقة بيزون ولم يكن أي جزء من أجزاء ألمانيا السابقة، مثل سارلاند، التي لم تخضع منذ عام 1946 إلى السيطرة المشتركة للحلفاء. كان عدد سكان منطقة بيزون حوالي 39 مليون نسمة. 

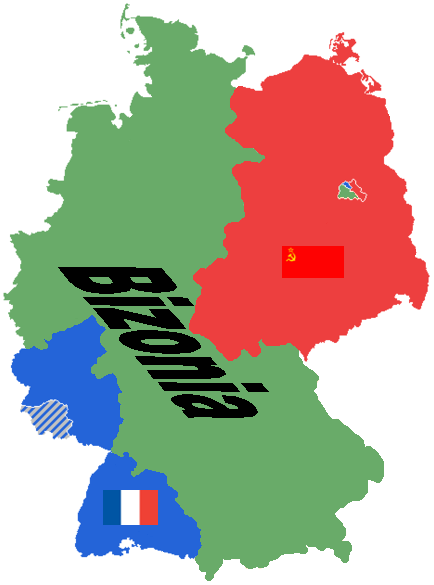
Bizone
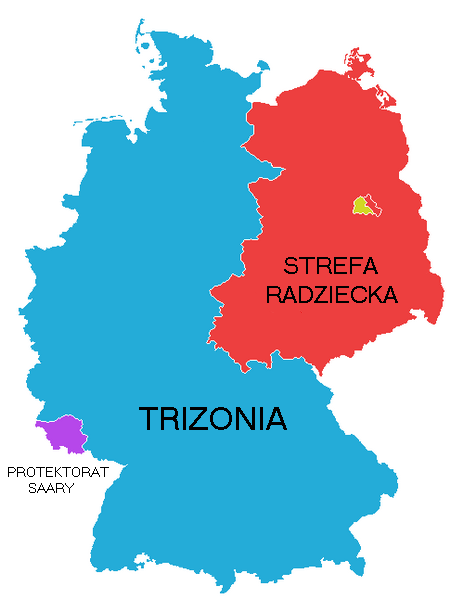
Trizone
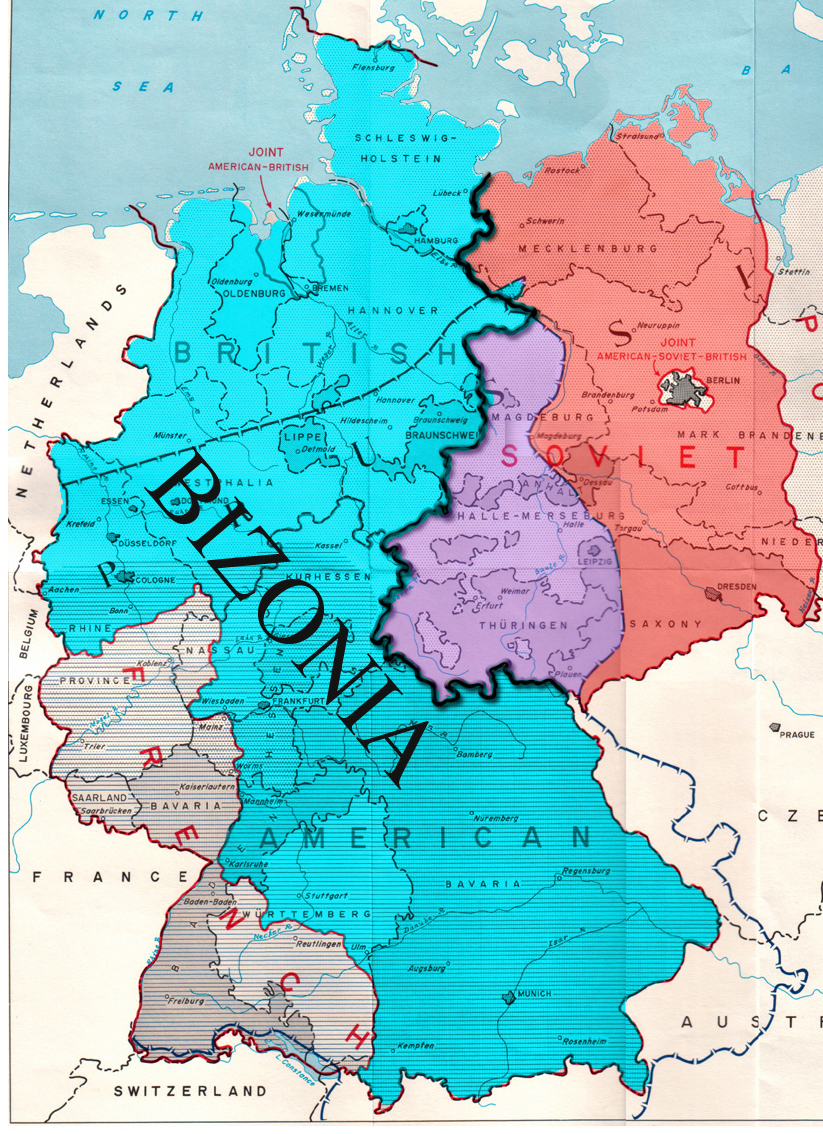
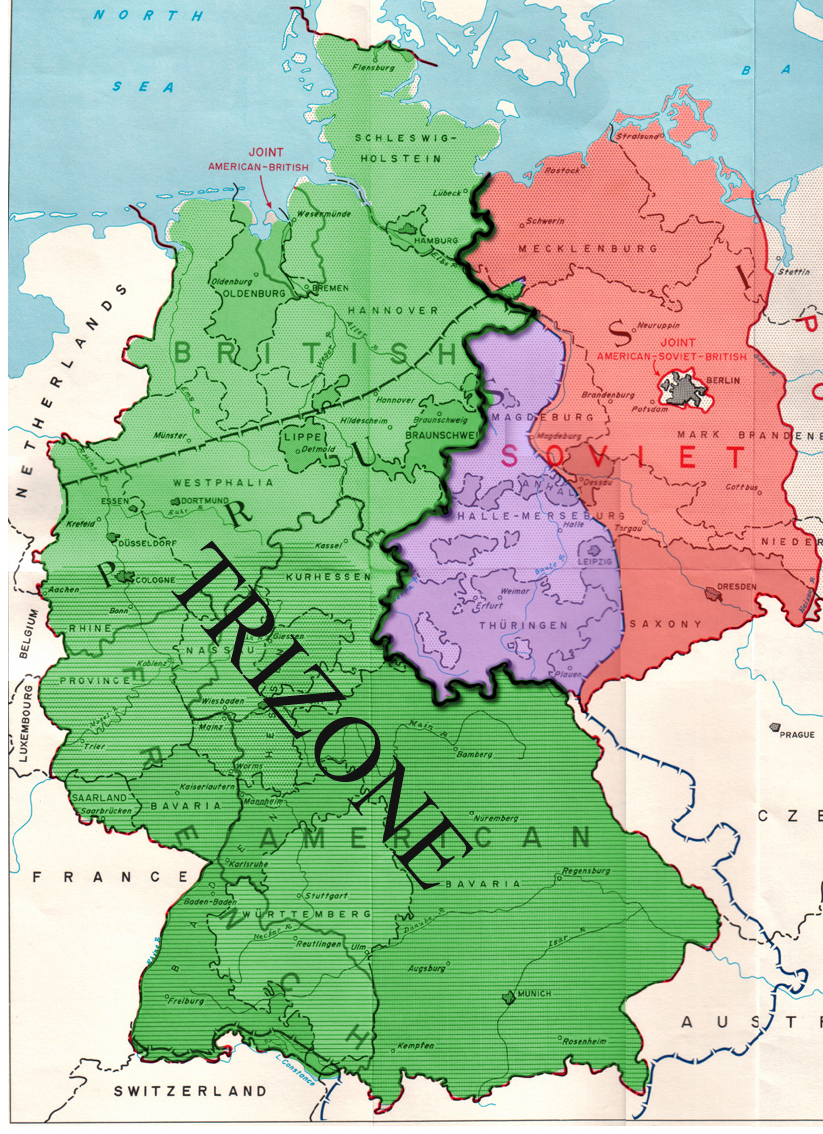

## النشرات العسكرية البريطانية
- جيش الراين البريطاني (الآن القوات البريطانية في ألمانيا )
- سلاح الجو الملكي ألمانيا

## عمليات النشر العسكرية للولايات المتحدة
- القوات الجوية للولايات المتحدة في أوروبا
- الجيش الأمريكي السابع
- الجيش الأمريكي الثالث